# Мралино
Мралино (на македонска литературна норма: Мралино) е село в община Белимбегово (Илинден), Северна Македония.

## География
Селото е разположено в източната част на Скопската котловина, южно от магистралата Скопие - Куманово и според някои автори е част от областта Блато (Блатия).

## История
В края на XIX век Мралино е българско село в Скопска каза на Османската империя. Гьорче Петров пише в 1896 година за селото: 
| „ | Мралино е най-богатият чифлик в Блатото, защото в синора си има и яко поле, и орман в близката височина. Многото ливади и пасбища около селото правят го сгодно за скотовъдство. | “ |

Според статистиката на Васил Кънчов („Македония. Етнография и статистика“) към 1900 година в Мралино живеят 42 българи християни.
В началото на XX век цялото село е под върховенството на Българската екзархия. По данни на секретаря на екзархията Димитър Мишев („La Macédoine et sa Population Chrétienne“) в 1905 година в Мралино има 24 българи екзархисти.
След Междусъюзническата война в 1913 година селото влиза в границите на Сърбия.
На етническата си карта от 1927 година Леонард Шулце Йена показва Мралино (Mralino) като село с неясен етнически състав.
Според преброяването от 2002 година селото има 821 жители.
| Националност     | Всичко |
| северномакедонци | 615    |
| албанци          | 1      |
| турци            | 0      |
| роми             | 29     |
| власи            | 0      |
| сърби            | 166    |
| бошняци          | 0      |
| други            | 10     |